# 葛仙庄镇
葛仙庄镇，是中华人民共和国河北省邢台市清河县下辖的一个乡镇级行政单位。

## 行政区划
葛仙庄镇下辖以下地区：
文昌社区、朝阳社区、国际羊绒科技园区社区、甘泉社区、广安社区、光明社区、长江社区、葛仙庄社区、周家那社区、邱家那社区、牛家屯社区、梁家那社区、顾家庄社区、康家庄社区、北赵庄社区、指坊头社区、沈儒林社区、尹儒林社区、杨儒林社区、王家嘴社区、王化庄社区、许家那社区、殷家庄社区、武家那社区、申宋庄村、许二庄村、东高庄村、张二庄村、郎吕坡村、段吕坡村、王吕坡村、张吕坡村、西高庄村、峨二庄村、贾二庄村、黄金庄村、杨二庄村、耿家庄村、路家那村、华家那村、戴家屯村、大裴村、小里庄村、小陈庄村、王家屯村、袁宋庄村、张宋庄村、赵宋庄村、武宋庄村、洼里村、马屯村、大辛庄村、李官庄村、刘庄村、王什庄村、落沙口村、岳庄村、尹才庄村、花园村、茶店村、史家庄村、陈家村、梨杭村、城东村、城西村、东关村、西关村、王城后村、牛城后村、后吴庄村、前吴庄村、寨子村、塔坊村、韩村、贾庄村、菜园村、张花村、杨庙村、小简庄村、三官庄村、南堤村和穆家井村。

## 交通
- 京九铁路：清河城站

## 全国重点文物保护单位
贝州故城遗址：在葛仙庄镇城东,城西二村周围。